# Ayotoxtla
Ayotoxtla är en ort i Mexiko.   Den ligger i kommunen Zapotitlán Tablas och delstaten Guerrero, i den sydöstra delen av landet, 230 km söder om huvudstaden Mexico City. Ayotoxtla ligger 2 177 meter över havet och antalet invånare är 777.
Terrängen runt Ayotoxtla är kuperad åt nordost, men åt sydväst är den bergig. Runt Ayotoxtla är det ganska glesbefolkat, med 40 invånare per kvadratkilometer. Närmaste större samhälle är Copanatoyac, 15,2 km nordost om Ayotoxtla. I omgivningarna runt Ayotoxtla växer huvudsakligen savannskog.